# Preston
Preston, uma cidade e distrito de governo local em Lancashire, Inglaterra, está localizada à margens do rio Ribble. Preston foi elevada à categoria de cidade em 2002, tornando-se a   50ª cidade da Inglaterra nos 50 anos de reinado da rainha Elizabeth II.
Juntamente com as cidades de Chorley e Leyland, Preston forma parte de uma conurbação. Segundo o censo de 2001, ela tinha uma população de 335.000 habitantes. Desses, 184.836 viviam na área urbana de Preston.
O Conselho da Cidade de Preston busca formar uma autoridade unitária,pendente do Conselho do Condado de Lancashire, sob o recente Governo local.
No âmbito esportivo, a cidade se destaca no futebol com o Preston North End, tradicional equipe do país, que atualmente disputa a English Football League, a Segunda Divisão Inglesa de Futebol.